# Gustav Sorge
Gustav Hermann Sorge (Rydzyna, 24 aprile 1911 – Rheinbach, 1978) è stato un militare tedesco, noto per i crimini commessi nel campo di concentramento di Sachsenhausen.

## Biografia
Gustav Sorge nacque nel 1911 a Rydzyna, in Polonia, che all'epoca era compresa nell'Impero tedesco. Nel 1931 aderì al Partito Nazionalsocialista dei Lavoratori Tedeschi (NSDAP), mentre nel 1934 entrò a far parte delle Waffen-SS. Nel novembre del 1937 venne inviato al campo di concentramento di Sachsenhausen, dove si distinse per la sua brutalità nei confronti dei prigionieri, che gli attribuirono il soprannome di "Gustavo di Ferro" (in tedesco Der eiserne Gustav). Nell'autunno del 1939 fece sotterrare fino al collo uno studioso della Bibbia e costrinse gli altri internati a fare i loro bisogni sulla sua testa. Secondo Sorge, ci furono altri trenta o quaranta casi del genere e in tutti i casi le vittime erano religiosi tedeschi. Inoltre, per suo ordine, un ragazzo di sedici anni fu sepolto vivo nella neve e, ovviamente, morì.
Dopo la guerra, Sorge venne catturato dai sovietici e processato per crimini di guerra assieme all'ex comandante di Sachsenhausen, Anton Kaindl, e al capo della prigione del campo, Kurt Eccarius. Condannato all'ergastolo, fu successivamente rimpatriato in Germania Ovest nel 1956, a patto che continuasse a scontare la pena imposta dai sovietici. A Bonn venne processato assieme alla guardia delle SS Wilhelm Schubert per l'omicidio di oltre 13.000 prigionieri di guerra sovietici, molti dei quali invalidi, uccisi nel 1941 in circa sei settimane. Venne quindi condannato ad un altro ergastolo per aver ucciso personalmente 67 internati e trasferito alla prigione di Rheinbach, nei pressi di Bonn, dove morì nel 1978.